# 维基百科零计划

维基百科零计划的標誌

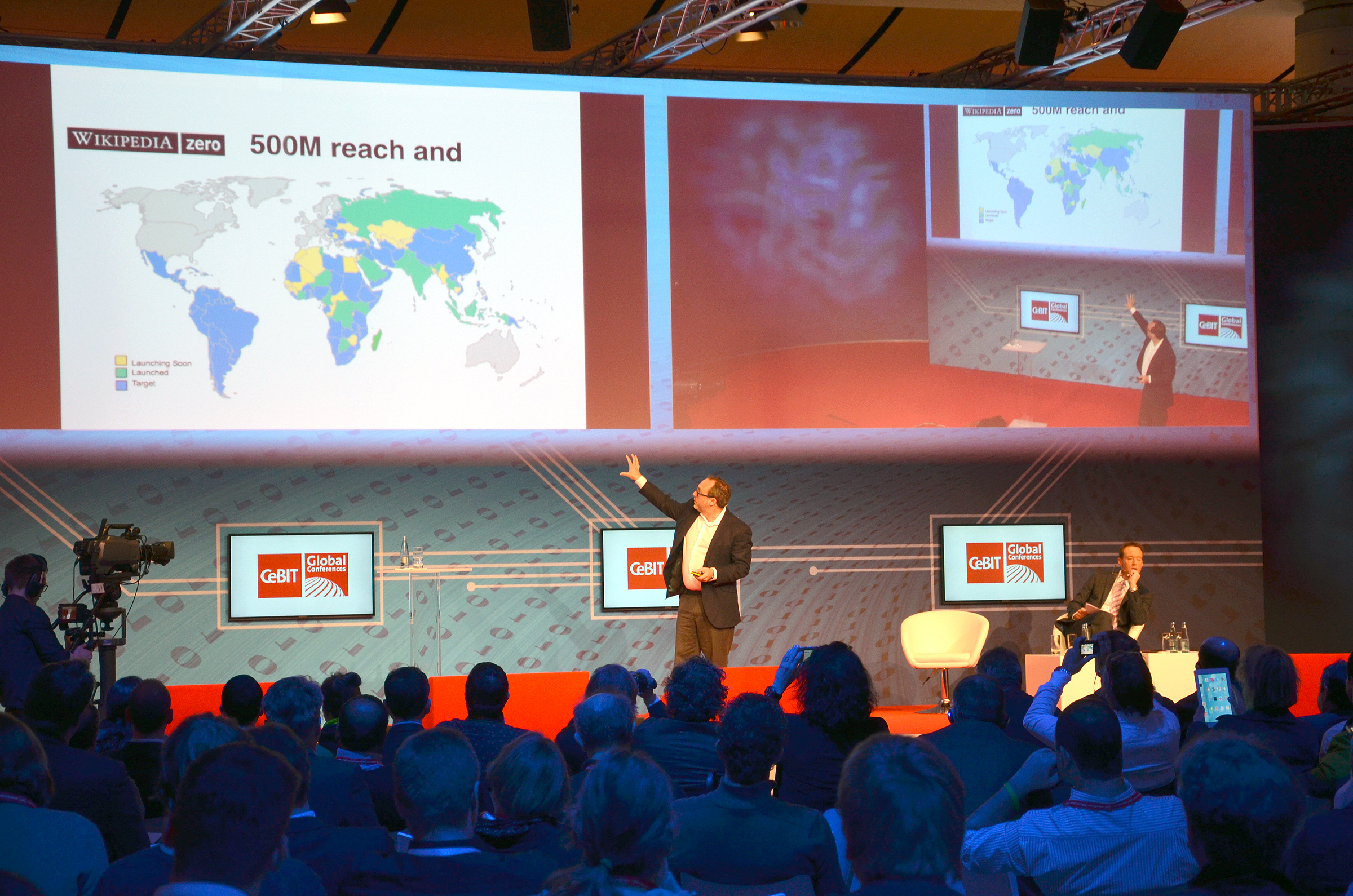
Jimmy Wales 2014, CeBIT Global Conferences

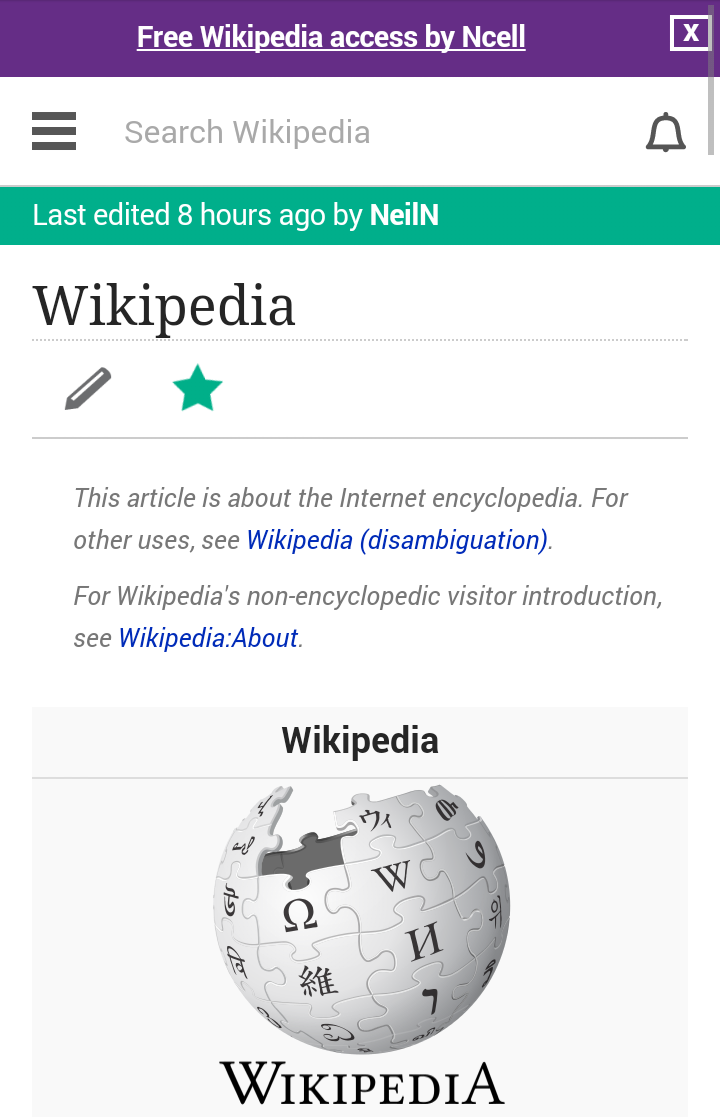
正在使用尼泊尔的行動電信商Ncell的網路瀏覽英文維基百科

维基百科零计划（英語：Wikipedia Zero）是维基媒体基金会一个项目，通过与移动运营商合作为用户提供在智能手机上免除流量费用访问维基百科的服务，特别是在发展中国家。该计划在2012年提出，2013年3月该计划赢得了赢得西南偏南的“互动”奖。该计划的目的是减少访问自由数据库的成本。不过此计划多年来也受到了违背网络中立原则的批评。2018年2月，维基媒体基金会宣布结束此倡议，将改为采取新的合作方式。
Facebook Zero计划据称灵感来自维基百科零计划。

## 发展
维基百科零计划最早于2012年5月于马来西亚推出。2012年10月，DTAC和沙特电信公司分别在泰国与沙特阿拉伯推出该服务。2013年5月，Mobilink在巴基斯坦推出该服务。2013年6月，Dialog Axiata在斯里兰卡推出该服务。Aircel集团在印度尼西亚、马来西亚、柬埔寨、斯里兰卡和孟加拉国等国推出了该服务，其中在印度尼西亚、柬埔寨、孟加拉国为首次。2015年4月，印尼第二大的電信商Indosat也宣布加入這個計劃。

## 參與的電信商

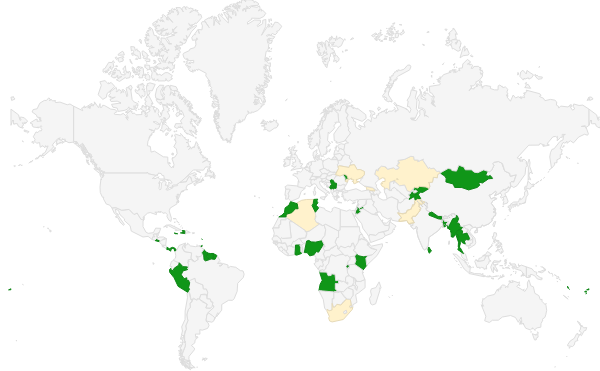
截至2016年9月6號參與此計劃的地區

完整列表參見：Wikimedia Foundation: mobile network partners（英文）。
- 2012年5月：馬來西亞，數碼網絡[15]
- 2012年7月26日：肯尼亞，Orange S.A.
- 2012年10月：泰國，dtac（英语：dtac）；沙烏地阿拉伯，沙烏地電信公司
- 2013年5月：巴基斯坦，Mobilink[16][17]
- 2013年6月：斯里蘭卡與Dialog Axiata[18]
- 2013年10月：約旦，烏姆尼亞; 孟加拉，Banglalink[19][20]
- 2014年4月：科索沃，IPKO網絡[21]
- 2014年5月：尼泊爾，Ncell[22]；吉爾吉斯 Beeline[23]
- 2014年5月：奈及利亞，Airtel Nigeria[24]
- 2014年10月：烏克蘭，Kyivstar[25]
- 2014年12月：加納，MTN迦納[26][27]
- 2014年9月：緬甸，Telenor[28]，但已於2017年8月24日停止
- 2014年12月：安哥拉，Unitel S.A.
- 2015年1月：阿爾及利亞，Djezzy[29]
- 2017年3月：伊拉克，Asiacell[30]
- 2017年9月：阿富汗，Roshan

## 外部連結
- 维基百科零计划